# Niko Pepaj
Niko Pepaj (* 6. April 1991 in Detroit, Michigan) ist ein Schauspieler in Film- und Fernsehen und Model. Bekannt wurde er in der Rolle als Officer Miguel Alfaro in der CBS-Serie S.W.A.T.

## Leben und Karriere
Niko Pepaj stammt aus einer albanischen Familie und zog im Alter von 14 Jahren nach Südkalifornien. Er ging auf die High School Canyon Crest Academy in San Diego und beendete sie 2009. Nach dem College zog er nach Los Angeles. Er wurde, wie seine Schwester Eva Lauren Pepaj, Model und führte mehrere Werbekampagnen durch.
2010 erschien er im Musikvideo in der spanischen Version A Year Without Rain von der Sängerin Selena Gomez & the Scene. 2012 trat er als einer der Protagonisten in der Fortsetzung My Super Psycho Sweet 16 Teil 3 auf, anschließend folgten weitere Rollenauftritte in Serien, u. a. in New in Paradise, Bosch, Web Atlas und Party Over Here.
In Awkward – Mein sogenanntes Leben war er in der Rolle des Sergio zu sehen, als Leon in Daytimes Divas, als Riko in On Hiatus with Monty Geer und in Prodictive als Niko.
Bekannt wurde er in der Rolle als Officer Miguel Alfaro in der Fernsehserie S.W.A.T., in der er ab der achten Staffel bzw. seit 2022 als Hauptdarsteller zu sehen ist.

## Filmografie (Auswahl)
- 2010: Dora and Diego’s 4-D Adventure Catch That Robot Butterfly (Stimme)
- 2010: Selena Gomez & the Scene: A Year Without Rain[3] (Musikvideo)
- 2011: The Protector (Fernsehserie, 1 Folge)
- 2011: Sal
- 2012: My Super Psycho Sweet 16 Teil 3
- 2013: New in Paradise (Fernsehserie, 5 Folgen)
- 2014: How to Get Away with Murder (Fernsehserie, 1 Folge)
- 2014–2016: Awkward – Mein sogenanntes Leben (Fernsehserie, 24 Folgen)[4]
- 2015: Bosch (Fernsehserie, 1 Folge)
- 2015: Web Atlas (Fernsehserie, 1 Folge)
- 2016: Party Over Here (Fernsehserie, 1 Folge)
- 2016–2018: On Hiatus with Monty Geer (Fernsehserie, 5 Folgen)
- 2017: The Recall
- 2017: Daytime Divas (Fernsehserie, 7 Folgen)[5]
- 2019: The Rookie (Fernsehserie, 1 Folge)
- 2019: Producitve (Fernsehserie, 7 Folge)
- 2020: The 420 Movie: Mary & Jane
- 2022–2025: S.W.A.T. (Fernsehserie, 34 Folgen)[2]